# Kurt Frey (Politiker, 1902)

Kurt Frey

Kurt Frey (* 28. April 1902 in Ludwigshafen am Rhein; † 19. Januar 1945 in Heidelberg) war ausgebildeter Diplom-Volkswirt und ein deutscher Politiker (NSDAP).

## Leben
Frey wurde als Sohn eines Beamten geboren. Nach dem Besuch der Volksschule in den Jahren 1908 bis 1912 und des Gymnasiums studierte Frey von 1921 bis 1923 Volkswirtschaft an der Universität München. Parallel dazu war er als Werkstudent auf Baustellen und Großbetrieben tätig. Die Prüfung zum Diplomvolkswirt legte Frey erst 1928 an der Universität Heidelberg ab. Im Dezember 1922 trat Frey in die NSDAP ein. Frey war im November 1923 Teilnehmer am Hitler-Putsch in München. Nach dem zeitweiligen Verbot der Partei zwischen November 1923 und Januar 1925 schloss er sich 1925 der NSDAP der Pfalz an, bevor er zum 1. Januar 1926 erneut der Partei beitrat (Mitgliedsnummer 29.148). Zwischenzeitlich war Frey Mitglied der Großdeutschen Volksgemeinschaft. Von 1926 bis 1929 gehörte er der SA an und erreichte als Führer von SA-Standarten den Rang eines Standartenführers. Im Mai 1929 wechselte er von dort zur SS nach München (SS-Nummer 1.688), wo er am 20. April 1936 bis zum SS-Oberführer aufstieg. Im Oktober 1930 wurde Frey zum Gaubetriebszellenleiter des Bezirks München-Oberbayern ernannt. Im November 1932 folgte seine Beförderung zum Landesobmann der Nationalsozialistischen Betriebszellenorganisation (NSBO) von Bayern und verblieb in dieser Funktion bis 1938.
Bei der Reichstagswahl im März 1933 wurde Frey für die NSDAP in den Reichstag gewählt, in dem er den Wahlkreis 24 (Oberbayern-Schwaben) vertrat. Nachdem sein Mandat bei den folgenden drei „Reichstagswahlen“ bestätigt wurde, gehörte er dem nationalsozialistischen Reichstag bis zu seinem Tod im Januar 1945 an und stimmte unter anderem für das Ermächtigungsgesetz vom 24. März 1933, das die juristische Grundlage für die Errichtung der NS-Diktatur bildete.
Im Mai 1933 wurde Frey zum Bezirksleiter Bayern der Deutschen Arbeitsfront (DAF) ernannt. Anfang 1934 trat Frey als Zeuge im Reichstagsbrandprozess auf. Am 1. April 1934 wurde Frey zum Treuhänder der Arbeit für den Wirtschaftsbezirk Bayern ernannt und blieb in dieser Funktion bis 1942. Zudem war er zwischen 1934 und 1935 Abteilungsleiter im bayrischen Wirtschaftsministerium. Ferner war er von 1933 bis 1935 Reichskommissar für die Landeskrankenkassen in Bayern. Seine Heirat erfolgte 1938 und zog ein Disziplinarverfahren nach sich, da er ohne Genehmigung kirchlich geheiratet hatte. Ab November 1938 gehörte er dem Beirat der Reichswirtschaftskammer an und war Mitglied verschiedener Aufsichts- und Verwaltungsräte.
Frey nahm als Soldat ab Ende 1939 am Zweiten Weltkrieg teil und starb im Januar 1945 nach einer Verwundung im Reservelazarett Heidelberg.